# Геридон
Геридон (фр. guéridon) — тип мебели, круглый столик на одной ножке. Происходит от формы круглого пьедестала или базы колонны. В античности похожие столики на трёх ножках называли киликейон, на одной ножке — моноподий.
Собственно геридоны появились во Франции в середине XVII века. Название они, вероятно, получили по имени персонажа фарса Геридона, крестьянина из Пуату, ставшего героем популярных французских песен. Термин «геридон» также обозначал сами песни, часто сопровождавшие танец, во время которого один из участников стоял в стороне с факелом, пока остальные целовались. Возможно, впоследствии возникла ассоциация между образом одиноко стоящего человека и единственной фигурной ножкой таких столиков, которую в период правления Людовика XV, в эпоху рококо, делали из чёрного дерева в виде фигуры мавра или марокканского невольника. Существует также иная версия, согласно которой отвагу и смелость марокканцев воспевали в провансальских народных песнях — геридонах («воинственных»). Отсюда и название подобного типа мебели.
Похожие столики продолжали изготавливать и во второй половине XVIII века, в период классицизма и даже в начале XIX века в эпоху ампира, хотя они значительно различались по конструкции и стилю.